# كورنيليا أغاثا
كورنيليا أغاثا (بالإندونيسية: Cornelia Agatha)‏ هي ممثلة إندونيسية، ولدت في 11 يناير 1973 في بوكور في إندونيسيا.

## وصلات خارجية
- كورنيليا أغاثا على موقع IMDb (الإنجليزية)
- كورنيليا أغاثا على موقع قاعدة بيانات الفيلم (الإنجليزية)